# AFC President’s Cup 2010

Wettbewerbslogo

Der AFC President’s Cup 2010 war die sechste Austragung des AFC President’s Cups, dem Vereinswettbewerb für die schwächsten asiatischen Fußball-Verbände. Alle elf teilnehmenden Mannschaften waren amtierende Landesmeister.
Wie auch schon 2008 und 2009 wurde der Wettbewerb nicht komplett an einem Ort ausgetragen. Die Vorrundengruppen wurden jeweils als Turnier in einer Stadt ausgespielt. Myanmar war Gastgeber der Gruppen B und C, während die Spiele der Gruppe A in Bangladesch ausgetragen wurden. Die Finalrunde fand im September statt, Austragungsort war Myanmar. Der myanmarische Vertreter Yadanarbon FC sicherte sich durch einen 1:0-Sieg über Dordoi-Dynamo aus Kirgisistan den Titel dieser Ausgabe. Zum ersten Mal in der Geschichte des Turniers kam der Gewinner nicht aus Zentralasien.

## Qualifizierte Mannschaften
| Mannschaft          | Liga / Titel                                         |
| ------------------- | ---------------------------------------------------- |
| Abahani Ltd. Dhaka  | B. League: Meister 2009                              |
| Druk Star FC        | A-Division: Meister 2009                             |
| Nagacorp FC         | Cambodian League: Meister 2009                       |
| Dordoi-Dynamo       | Top Liga: Meister 2009                               |
| Yadanarbon FC       | Myanmar National League: Meister 2009                |
| New Road Team       | Martyr’s Memorial A-Division League: Meister 2009/10 |
| KRL FC              | Pakistan Premier League: Meister 2009                |
| Renown Sports Club  | Kit Premier League: Meister 2009/10                  |
| Hasus NTCPE         | Enterprise Football League: Meister 2009             |
| Vakhsh Qurghonteppa | Wysschaja Liga: Meister 2009                         |
| HTTU Aşgabat        | Ýokary Liga: Meister 2009                            |

## Gruppenphase

### Gruppe A
Gastgebender Verein war der Abahani Ltd. Dhaka. Die Spiele fanden im Bangabandhu National Stadium in Dhaka, Bangladesch statt.
| Pl. | Verein             | Sp. | S | U | N | Tore    | Diff. | Punkte |
| --- | ------------------ | --- | - | - | - | ------- | ----- | ------ |
| 1.  | Dordoi-Dynamo      | 3   | 2 | 1 | 0 | 005:000 | +5    | 07     |
| 2.  | Abahani Ltd. Dhaka | 3   | 1 | 2 | 0 | 002:000 | +2    | 05     |
| 3.  | New Road Team      | 3   | 1 | 0 | 2 | 004:800 | −4    | 03     |
| 4.  | Hasus NTCPE        | 3   | 0 | 1 | 2 | 003:900 | −6    | 01     |

| 12. Mai 2010       |     |                    |
| Dordoi-Dynamo      | 5:0 | Hasus NTCPE        |
| New Road Team      | 0:2 | Abahani Ltd. Dhaka |
| 14. Mai 2010       |     |                    |
| New Road Team      | 0:3 | Dordoi-Dynamo      |
| Hasus NTCPE        | 0:0 | Abahani Ltd. Dhaka |
| 16. Mai 2010       |     |                    |
| Hasus NTCPE        | 3:4 | New Road Team      |
| Abahani Ltd. Dhaka | 0:0 | Dordoi-Dynamo      |

### Gruppe B
| Pl. | Verein              | Sp. | S | U | N | Tore    | Diff. | Punkte |
| --- | ------------------- | --- | - | - | - | ------- | ----- | ------ |
| 1.  | Vakhsh Qurghonteppa | 3   | 3 | 0 | 0 | 010:000 | +10   | 09     |
| 2.  | KRL FC              | 3   | 1 | 0 | 2 | 003:400 | −1    | 03     |
| 3.  | Nagacorp FC         | 3   | 1 | 0 | 2 | 005:700 | −2    | 03     |
| 4.  | Renown Sports Club  | 3   | 1 | 0 | 2 | 004:110 | −7    | 03     |

| 10. Mai 2010        |     |                                              |
| Nagacorp FC         | 1:2 | KRL FC \|\|Aung San Stadium                  |
| Vakhsh Qurghonteppa | 6:0 | Renown Sports Club \|\|Youth Training Centre |
| 12. Mai 2010        |     |                                              |
| KRL FC              | 0:1 | Vakhsh Qurghonteppa \|\|Aung San Stadium     |
| Renown Sports Club  | 2:4 | Nagacorp FC \|\|Youth Training Centre        |
| 14. Mai 2010        |     |                                              |
| Vakhsh Qurghonteppa | 3:0 | Nagacorp FC \|\|Youth Training Centre        |
| KRL FC              | 1:2 | Renown Sports Club \|\|Aung San Stadium      |

### Gruppe C
| Pl. | Verein        | Sp. | S | U | N | Tore    | Diff. | Punkte |
| --- | ------------- | --- | - | - | - | ------- | ----- | ------ |
| 1.  | Yadanarbon FC | 2   | 1 | 1 | 0 | 011:000 | +11   | 04     |
| 2.  | HTTU Aşgabat  | 2   | 1 | 1 | 0 | 008:000 | +8    | 04     |
| 3.  | Druk Star FC  | 2   | 0 | 0 | 2 | 000:190 | −19   | 0      |

| 9. Mai 2010   |       |                                         |
| HTTU Aşgabat  | 8:0   | Druk Star FC \|\|Youth Training Centre  |
| 11. Mai 2010  |       |                                         |
| Druk Star FC  | 00:11 | Yadanarbon FC \|\|Youth Training Centre |
| 13. Mai 2010  |       |                                         |
| Yadanarbon FC | 0:0   | HTTU Aşgabat \|\|Youth Training Centre  |

## Finalrunde
Die Halbfinalpaarungen wurden am 24. September 2010 ausgetragen, das Finale fand am 26. September statt.

### Halbfinale
| Datum              |                     | Ergebnis |               |
| ------------------ | ------------------- | -------- | ------------- |
| 24. September 2010 | Dordoi-Dynamo       | 2:0      | HTTU Aşgabat  |
| 24. September 2010 | Vakhsh Qurghonteppa | 0:2      | Yadanarbon FC |

### Finale
| Datum              |               | Ergebnis |               |
| ------------------ | ------------- | -------- | ------------- |
| 26. September 2010 | Dordoi-Dynamo | 0:1      | Yadanarbon FC |